# Schizocosa floridana
Schizocosa floridana este o specie de păianjeni din genul Schizocosa, familia Lycosidae, descrisă de Bryant, 1934. Conform Catalogue of Life specia Schizocosa floridana nu are subspecii cunoscute.